# سرخون (بندرعباس)
سرخون، روستایی در دهستان سرخون بخش مرکزی شهرستان بندرعباس در استان هرمزگان ایران است. این روستا، مرکز دهستان سرخون است.

## جمعیت
بر پایه سرشماری عمومی نفوس و مسکن در سال ۱۳۹۵، جمعیت این روستا برابر با ۵٬۳۱۴ نفر (۱٬۵۴۵ خانوار) بوده‌است.